# Idlewild South
Idlewild South — второй альбом американской сатерн-рок-группы the Allman Brothers Band. Продюсером альбома выступил Том Дауд, альбом был выпущен 23 сентября 1970 года в США лейблами Atco Records и Capricorn Records. После релиза их дебютной пластинки, the Allman Brothers Band отправились в интенсивное турне по США для продвижения альбома, который сыскал небольшой коммерческий успех. Их выступления тем не менее пустили хорошую молву, которая дошла до таких известных музыкантов, как Эрик Клэптон, который пригласил лидера группы Дуэйна Оллмана принять участие в записи его альбома Layla and Other Assorted Love Songs 1970 года.

## Список композиций
Слова и музыка всех песен — Грегг Оллман, кроме особо отмеченных.
| №  | Название                      | Автор(ы)                | Длительность |
| -- | ----------------------------- | ----------------------- | ------------ |
| 1. | «Revival»                     | Дики Беттс              | 4:05         |
| 2. | «Don't Keep Me Wonderin'»     |                         | 3:31         |
| 3. | «Midnight Rider»              | Оллман, Роберт Ким Пейн | 3:00         |
| 4. | «In Memory of Elizabeth Reed» | Беттс                   | 6:56         |

| №  | Название                 | Автор(ы)     | Длительность |
| -- | ------------------------ | ------------ | ------------ |
| 1. | «Hoochie Coochie Man»    | Вилли Диксон | 4:57         |
| 2. | «Please Call Home»       |              | 4:02         |
| 3. | «Leave My Blues at Home» |              | 4:17         |

## Участники записи
Согласно заметкам к альбому.

| The Allman Brothers Band - Грегг Оллман — вокальные партии, орган, пианино - Дуэйн Оллман — слайд-гитара, соло-гитара, акустическая гитара - Дики Беттс — соло-гитара - Берри Окли — бас-гитара, вокальные партии на «Hoochie Coochie Man» и вокальная гармония на «Midnight Rider» - Джей Джоанни Йохансон — ударные, конги, тимбал, перкуссия - Бутч Тракс — ударные, литавры Приглашённые музыканты - Thom Doucette — гармоника, перкуссия | Производство - Том Дауд — производство, инженер - Джоэл Дорн — продюсер «Please Call Home» - Frank Fenter — супервайзер - Боб Лифтин — инженер - Chuck Kirkpatrick — инженер - Howie Albert — инженер - Jim Hawkins — инженер - Ron Albert — инженер - Jimm Roberts — обложка, фотография - Suha Gur — мастеринг |

## Недельные хит-парады
| Хит-парад (1970)   | Высшая позиция |
| ------------------ | -------------- |
| Billboard Top LP’s | 38             |

## Доп. ссылки
- allmanbrothersband.com — официальный сайт Idlewild South